# SN 2008ff
SN 2008ff – supernowa typu Ia odkryta 29 sierpnia 2008 roku w galaktyce E284-G32. W momencie odkrycia miała maksymalną jasność 15,50m.